# Тваштра
Тваштра (санскр. Tvâshtra), или Вишварупа — в индийской мифологии периода Вед сын бога Тваштара, трёхголовый демон, убитый Тритой и Индрой, похитившими его коров. В Ригведе он упоминается в двух или трёх местах под своим патронимическим именем Тваштра, причём говорится о его богатстве лошадьми и рогатым скотом и о выдаче его Индрой Трите. В Тае́тирия-Самхите о Вишварупе-Тваштре, несмотря на его связь с демонами-асурами, говорится как о домашнем жреце богов. В Махабхарате Тваштра отождествляется с демоном Вритрой, убитым грозовой палицей Индры.